# Middle Hulton
Middle Hulton var en civil parish från 1866 till 1898 då den blev en del av Bolton, i grevskapet Lancashire (nu Greater Manchester), i England. Denna civil parish hade 2 703 invånare år 1891.